# Рід Ріббл
Джеймс Рід Ріббл (англ. Reid James Ribble; нар. 5 квітня 1956, Ніна, Вісконсин) — американський політик-республіканець, член Палати представників США від 8-го округу штату Вісконсин з 2011 по 2017.
Він навчався у Appleton East High School і Grand Rapids School of Bible and Music (штат Мічиган), щоб стати священиком. Однак він передумав, ставши бізнесменом у покрівельній галузі. Ріббл був директором компанії The Riddle Group Inc.
Одружений, має двох дітей.